# Synchiropus lateralis
Synchiropus lateralis — вид піскаркових, поширений у західній Пацифіці: Південнокитайське море. Морська субтропічна демерсальна риба.